# Royaume de Mysore
1577 – 1950
Entités précédentes :
- Royaume de Vijayanagara (avant 1577)

Entités suivantes :
- Raj de la Compagnie (1801-1858)
- Raj britannique (1858-1947)
- Inde

Le royaume de Mysore (ಮೈಸೂರು ಸಂಸ್ಥಾನ (maisūru sansthāna) en kannada) est un ancien royaume puis État princier des Indes. Il aurait été fondé en 1399 dans les environs de la ville moderne de Mysore. L'État, dirigé par la dynastie des Wodeyar, était d'abord un vassal du royaume de Vijayanagara. Avec le déclin de ce dernier (vers 1565), Mysore devient indépendant.
En 1947, l'État est uni à l'Inde, mais les souverains de la dynastie Wodeyar ne cesseront de régner définitivement qu'en 1949.

## Histoire
Les fondateurs de la dynastie des Wodeyar sont deux frères, Vijaya et Krishna, originaires de Dvaraka dans le Gujarat. Tout d'abord vassal du royaume de Vijayanagara, Mysore devint indépendant en 1565 après la sévère défaite de Vijayanagara à la bataille de Talikota devant les sultanats du Dekkan.
Au cours des deux siècles qui suivent, les Wodeyar accroissent considérablement leur territoire. Cependant, en 1755, le chef de guerre musulman Haidar Alî profite du jeune âge du maharadjah pour se retourner contre lui et s'emparer du pouvoir effectif, sans pour autant être reconnu par les états voisins comme sultan. Son fils, Tipû Sâhib, parvient à se faire couronner à sa suite et se fait ainsi reconnaître comme dirigeant de Mysore avant d'être tué en 1799 au cours de combats contre les Britanniques dans l'acte final de la quatrième guerre de Mysore.
Cet État sera soumis aux Britanniques après une série de quatre guerres à la fin du XVIIIe siècle malgré son alliance avec la France.

## Liste desrajaspuismaharajasde Mysore de la dynastie Wodeyar jusqu'en 1796
- 1399-1423 Yaduraya Wodeyar (en) (1371-1423)
- 1423-1459 Chamaraja Wodeyar Ier (en) (1408-1459)
- 1459-1478 Timmaraja Wodeyar Ier (en) (1433-1478)
- 1478-1513 Chamaraja Wodeyar II (en) (1463-1513)
- 1513-1553 Chamaraja Wodeyar III (en) (1492-1553)
- 1553-1572 Timmaraja Wodeyar II (en) (†1572)
- 1572-1576 Chamaraja Wodeyar IV (en) (1507-1576)
- 1576-1578 Chamaraja Wodeyar V (en)
- 1578-1617 Raja Wodeyar Ier (en) (1552-1617)
- 1617-1637 Chamaraja Wodeyar VI (en) (1603-1637)
- 1637-1638 Raja Wodeyar II (en) (1612-1638)
- 1638-1659 Kanthirava Narasaraja Ier (en) (1615-1659)
- 1659-1673 Dodda Kempadevaraja (en) (1627-1673)
- 1673-1704 Chikka Devaraja (en) (1645-1704)
- 1704-1714 Kanthirava Narasaraja II (en) (1672-1714)
- 1714-1732 Dodda Krishnaraja Ier (en) (1702-1732)
- 1732-1734 Chamaraja Wodeyar VII (en) (1704-1734)
- 1734-1766 Krishnaraja Wodeyar II (en) (1728-1766)
- 1766-1770 Nanjaraja Wodeyar (en) (1748-1770)
- 1770-1776 Chamaraja Wodeyar VIII (en) (1759-1776)
- 1776-1786 Chamaraja Wodeyar IX (en) (1774-1796), déposé

Tipû Sâhib, allié des Français, est défait par les Britanniques à Seringapatam en 1799 et la dynastie Wodeyâr est réinstallée sur le trône ; cependant, à partir de 1831, les régents britanniques vont avoir la charge effective du pouvoir, puis le pouvoir revient entre les mains de la dynastie Wodeyâr en 1881, le Mysore devenant alors le premier État hindou en importance de l'empire des Indes.

## Suite de la liste des souverains de Mysore de l'usurpation de Tipû Sahib à 1949
- 1786-1799 Tipû Sahib (1750-1799), usurpateur
- 1799-1831 Krishnaraja Wodeyar III (en) (1794-1868), de la dynastie Wodeyar rétablie sur le trône. Déposé en 1831 par les Britanniques.
- 1831-1881 Administration britannique directe
- 1881-1894 Chamaraja Wodeyar X (en) (1863-1894), de la dynastie Wodeyar rétablie
- 1894-1940 Krisnaradjah IV (1884-1940)
- 1940-1949 Jaya Chamorajendra II (1919-1974)

## Chefs de la maison royale de Mysore (maharadjahs titulaires)
| 1949-1974   | Jaya Chamorajendra II                 | (1919-1974)  |
| 1974-2013   | Srikantadetta Narasimharaja (en)      | (1953-2013)  |
| Depuis 2015 | Yaduveera Krishnadatta Chamaraja (en) | (né en 1992) |